# La storia (album Otello Profazio)
La storia è un album di Otello Profazio del 2018.

## Tracce
1. La storia. Ballata consolatoria del popolo rosso
2. Maghi, streghe e sirene
3. Quant'è bella la calabria
4. Il ponte
5. Gioiuzza cara
6. Lu cori di la donna
7. Cori di canna
8. Donna Vicenza
9. O Santo Nicolò
10. La democrazia
11. Inno dello statale
12. A frunda
13. O pêtri di la via / Donni assassini
14. Mi ndi vaju
15. Ti saluto Bova
16. L'America
17. L'Australia
18. L'orfano